# ميمونة جوي
ميمونة جوي هي ممثلة وكاتبة سيناريو ومخرجة فرنسية من أصول سنغالية.

## المشوار الفني
بدأت ميمونة مشوارها الفني من خلال المسرح بأداء الدور الرئيسي في المسرحية المقتبسة عن رواية أنتيغون تحت إشراف الكاتب الهايتي، جيرارد تشينيت.
في عام 2004، كررت التجرية المسرحية من خلال مشاركتها في النسخة الفرنسية للرواية الأمريكية الشهيرة ذا فاجينا مونولوغز للمؤلفة إيف إنسلر.
انتقلت بعدها إلى الإنتاج والكتابة المسرحية فقدمت مسرحيتين هما «ذكريات السيدة ذات الرداء الأسود» و«بامبي، سوداء لكن جميلة» حيث انتقد المجتمع الذكوري السنغالي وأيضا المجتمع الفرنسي.
ظهرت لأول مرة في السينما في فيلم «بايوف» عام 2003. لاحقًا قامت بدور البطولة في فيلم «سياح؟ نعم بالتأكيد!» للمخرج جان بيير موكي عام 2004.
أسست مؤسسة «أطفال افريقيا» (Afrokids)، وهو ناد ترفيهي للأطفال يوفر الرسم والقراءة والرقص ورواية القصص وورش عمل يدوية.

## حياتها الخاصة
بعد زواجها من فرنسي، سافرت معه إلى فرنسا عام 1998. لكن انفصلت عنه بعد عدة أشهر بسبب تعرضها للعنصرية العائية، وبعد الطلاق، انتقلت إلى باريس للدراسة.

## أعمالها

### أفلام
- 2020 : كيوتز (فيلم) : في دور «الأم»
- 2019 : نقابة الأطباء (فيلم) : في دور «الممرضة»
- 2017 : شرطة بيلفيل : في دور «إيمان توريه»
- 2017 : عيناه تشبهك : في دور «مدام ديوب»
- 2017 : الصعود في دور «إيفلين دياكاتي والدة سامي»
- 2015 : أمهات (فيلم قصير) في دور «مريم»
- 2010 : هل بقي أي لانشون؟ : «فال»
- 2009 : النجمة الأولى : «مصففة الشعر»
- 2004 : السياح؟ نعم بالتأكيد!
- 2003 : جوميز وتافاريس

### مسلسلات
- 2008 : العالم صغير (مسلسل تلفزيوني)
- 2012 : عائلة غريبة ! (مسلسل تلفزيوني)
- 2015 : مقنع (مسلسل تلفزيوني)

### مسرحيات
- 2003 : ذكريات السيدة ذات الرداء الأسود
- 2004 : مُناجَيَات المهبل[1]
- 2006 : بامبي، سوداء لكن جميلة[3]
- 2008-2009-2011 : مُناجَيَات المهبل (إعادة)[1]

## روابط خارجية
ميمونة جوي على موقع IMDb (الإنجليزية)
- ميمونة جوي على موقع ألو سيني (الفرنسية)
- ميمونة جوي على موقع قاعدة بيانات الفيلم (الإنجليزية)